# Vilanova Artigas
João Batista Vilanova Artigas (Curitiba, 23 de junho de 1915 – São Paulo, 12 de janeiro de 1985) foi um arquiteto, engenheiro, urbanista e professor universitário brasileiro cuja obra é associada ao movimento arquitetônico conhecido como Escola paulista.
Formado engenheiro-arquiteto pela Escola Politécnica da Universidade de São Paulo (Poli/USP), em 1937, Artigas é considerado um dos principais nomes da história da arquitetura de São Paulo, seja pelo conjunto de sua obra aí realizada, seja pela importância que teve na formação de toda uma geração de arquitetos.

## Biografia
Descendente de italianos e uruguaios, Artigas nasceu na capital paranaense em 1915. Foi o primeiro filho de Alda Vilanova e Brasílio Artigas. Em 1922, seu pai morre prematuramente e a família se mudou para Telêmaco Borba, no Paraná, onde sua mãe começa a trabalhar como professora. Nesta cidade ele faz o antigo curso primário. Em 1927 foi admitido no curso secundário do Gymnasio Paranaense, momento em que a escola experimenta uma reforma de ensino baseada em teorias modernas.

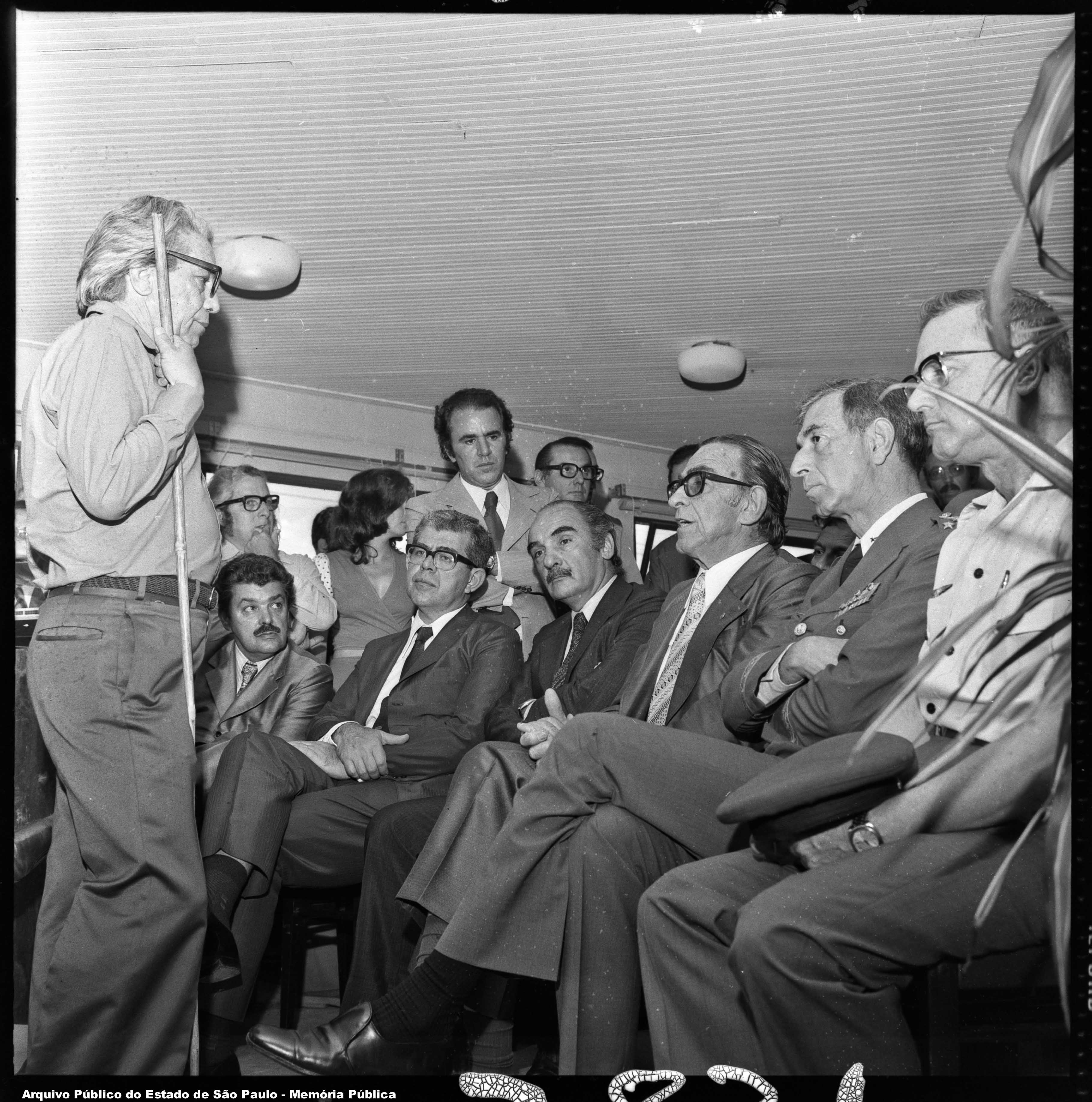
O arquiteto Vilanova Artigas (à esquerda, com um bastão) explicando o projeto do Parque Cecap para autoridades, 1973. À direita (em pé e de óculos), o arquiteto Fábio Penteado. Arquivo Público do Estado de São Paulo.

Em 1931, prestou o vestibular para a Escola de Engenharia do Paraná, mas no final de 1933 se transferiu para a Escola Politécnica da Universidade de São Paulo a fim de estudar arquitetura, à época uma especialização do curso de engenharia civil. Ainda estudante, Artigas se envolveu com um grupo de artistas de vanguarda (dentre os quais o pintor Alfredo Volpi) conhecido como Grupo Santa Helena, devido ao seu constante interesse pela atividade do desenho, tema cujo estudo viria a se tornar um dos elementos mais presentes em sua obra.
Em 1936, fazia estágio no escritório de Oswaldo Bratke e Carlos Botti e ao mesmo tempo frequentava o curso livre de desenho com modelo vivo da Escola de Belas Artes de São Paulo. No ano seguinte, teria aulas de modelo vivo nos ateliês do Grupo Santa Helena, onde conheceu sua futura esposa, Virginia Camargo, além de artistas como Francisco Rebolo, Fulvio Pennacchi, Mário Zanini, Aldo Bonadei, entre outros. Neste mesmo ano se graduou engenheiro-arquiteto pela Poli/USP.
Participou em 1939 do concurso de anteprojetos para o Paço Municipal de São Paulo, onde se classificou em segundo lugar junto de Gregori Warchavchik. No escritório de Warchavchik, conhece Jacob Ruchti, com quem passa a estudar a obra do arquiteto norte-americano Frank Lloyd Wright, que influencia alguns de seus primeiros trabalhos. Participou neste mesmo ano da segunda exposição da Família Artística Paulista.

## Carreira
Em 1940 torna-se professor da Escola Politécnica, atuando como segundo adjunto da cadeira de estética, composição geral e urbanismo I e II da Poli/USP. Em 1942 mudou-se com Virginia (com quem se casou no ano seguinte) para um apartamento no Edifício Guarany, obra de Rino Levi no centro de São Paulo. É deste ano também o projeto de sua primeira residência, a Casinha. Por meio da convivência com o arquiteto Luís Saia e com a Família Artística Paulista, conhece o escritor Mário de Andrade. No ano seguinte  foi fundado o departamento de São Paulo do Instituto de Arquitetos do Brasil (IAB) e Artigas foi eleito primeiro-secretário da organização.
Inspirado pelos movimentos em prol da autonomia do campo da arquitetura em relação ao da engenharia, em 1944 desmancha sua sociedade com Duílio Marone e monta um escritório próprio como profissional liberal. No ano seguinte, participou do Primeiro Congresso Brasileiro de Arquitetos, promovido em São Paulo pelo Instituto de Arquitetos do Brasil (IAB). Filiou-se ao Partido Comunista do Brasil (PCB) e associou-se à Sociedade Amigos da Cidade no mesmo ano.
No ano seguinte partiu para os Estados Unidos por um ano, com bolsa da Fundação Guggenheim para estudar arquitetura moderna, ao mesmo tempo em que projetava o Edifício Louveira. De volta ao Brasil, participou da criação da FAU-USP (Faculdade de Arquitetura e Urbanismo da Universidade de São Paulo) em 1948.

## FAU
Artigas fez parte do grupo de professores que deu origem à Faculdade de Arquitetura e Urbanismo da Universidade de São Paulo (FAU). Fundada em 1948, a nova faculdade surgiu a partir do curso de engenheiro-arquiteto da Poli. Seu fundador e primeiro diretor foi o Professor Luiz Ignácio de Anhaia Mello. Artigas foi o responsável pela reforma curricular implantado na década de 1960 que redefiniria o perfil de profissional formado por aquela escola.
Junto do arquiteto Carlos Cascaldi, também foi o responsável pelo projeto do edifício da nova faculdade localizado na Cidade Universitária Armando de Salles Oliveira que leva seu nome e sintetiza seu pensamento arquitetônico. A reforma curricular desenhada por Artigas foi também importante ao definir uma séria de novas possibilidades de prática e atuação profissional aos novos arquitetos, associando a eles áreas como o desenho industrial e a programação visual, a partir da crença de que tal profissional deveria participar ativamente no desenvolvimento de todos os processos industriais requeridos pelo projeto nacional-desenvolvimentista então em voga no país.

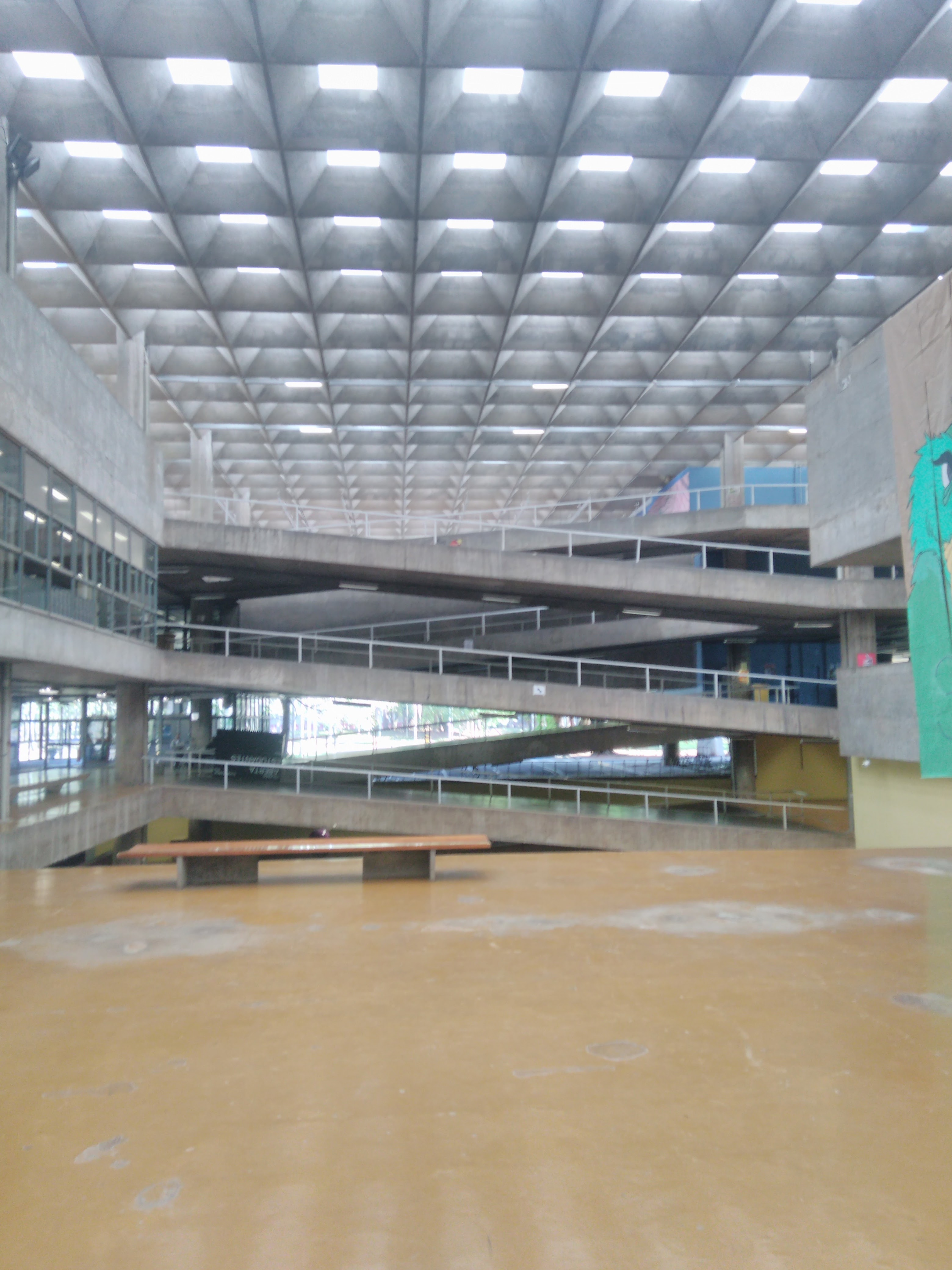
Vista interna do prédio da FAU\USP

No mesmo ano de fundação da FAU, passou a atuar como professor tanto da FAU quanto da Poli. É deste ano o projeto para as instalações do Museu de Arte Moderna de São Paulo (MAM) e participa de sua fundação. Nasceu também seu primeiro filho, Julio. Em 1949 projetou e construiu ao lado da primeira casa, a Casinha, a segunda residência da família.
Em 1950 participou do conselho de redação da revista Fundamentos, com os escritores e jornalistas Aparício Torelly, Astrojildo Pereira e Graciliano Ramos, o artista Clóvis Graciano, o físico e crítico de arte Mario Schenberg e o arquiteto Oscar Niemeyer, entre outros. Neste mesmo ano nasceu sua segunda filha, Rosa.
Pela revista Fundamentos, em 1951, publicou o artigo "Le Corbusier e o Imperialismo", no qual critica o sistema Modulor criado pelo arquiteto franco-suíço Le Corbusier. Ao padronizar os sistemas de medidas, o princípio facilitava, de acordo com Artigas, a dominação dos Estados Unidos sobre os países menos desenvolvidos.
Publicou seu primeiro livro em 1952. Intitulado Os Caminhos da Arquitetura Moderna, no qual busca argumentos para combater o “realismo socialista”, linha de pensamento proposta pelos comunistas para o campo da arte, e a arquitetura de Le Corbusier e Frank Lloyd Wright. Participou da Excursão Internacional de Arquitetos pela Paz, em Varsóvia, na Polônia, onde seria fundada a União Internacional.
Foi membro da comissão organizadora do IV Congresso Nacional de Arquitetura, por ocasião do IV Centenário de São Paulo, em 1953. Junto dos arquitetos Plínio Croce e Lina Bo Bardi, participa da Comissão Organizadora de Exposições Permanentes de Trabalhos de Arquitetos do IAB/SP. Passou quase dois meses na União Soviética como atividade de militância pelo Partido Comunista do Brasil. Os últimos números da revista Fundamentos circularam neste período. Neste mesmo ano, venceu o concurso para a construção do Estádio do Morumbi.
Em 1956, participou do concurso para o plano piloto de Brasília. Projetou  a Casa Olga e Sebastião Baeta Henriques, em São Paulo. Com a convivência ao lado de artistas concretistas Artgias elabora uma nova linguagem em sua arquitetura. No ano seguinte, foi um dos redatores, pela IAB, da proposta de nova legislação para a regulamentação da profissão de arquiteto. Também pela IAB participou da criação do Fundo Estadual de Construções Escolares (Fece) de São Paulo, parte do Plano de Ação do governo Carvalho Pinto.
Em 1961, começa os estudos para o projeto do prédio da FAU, na Cidade Universitária e no ano seguinte é designado para elaborar a proposta de reforma do ensino da instituição. Seus planos são interrompidos pela ditadura militar.

## Ditatura militar
Após o golpe militar em 1964, Artigas foi detido por ordem do comandante do Inquérito Policial Militar (IPM) da USP, juntamente com outros professores, como Mario Schenberg e Florestan Fernandes. Alvo de outro processo, referente à sua militância no PCB, foi obrigado a se exilar em Montevidéu, no Uruguai. No ano seguinte retornaria ao Brasil e viveria na clandestinidade na casa de amigos até a obtenção do direito de responder ao processo em liberdade.
Em 1968 foi realizado na FAU um fórum de avaliação da reforma de 1962. O encontro gerou propostas de modificação da estrutura de ensino e levou a uma ruptura entre os grupos liderados por Artigas e Sérgio Ferro. Embora tenha vivido no Brasil na década de 1970, foi impedido de atuar plenamente pelo regime. Seu retorno à faculdade se daria apenas em 1979, fruto do processo de anistia instaurado no país a partir daquele ano, e foi celebrado pelos alunos.
O prédio da FAU ficaria pronto apenas em 1969, sendo inaugurado com a realização do vestibular. Artigas e outros professores de universidades brasileiras são aposentados compulsoriamente por força do Ato Institucional Nº 5 (AI-5). No ano seguinte, participou da Reunião de Especialistas sobre a Formação do Arquiteto, promovida pela Organização das Nações Unidas para a Educação, a Ciência e a Cultura (Unesco), em Zurique. Em 1972, recebeu o Prêmio Jean Tschumi outorgado pela UIA aos profissionais dedicados ao ensino de arquitetura e urbanismo em Varna, Bulgária.
Em 1974 nasceria seu primeiro neto, filho de Julio, Pedro e no ano seguinte a segunda neta, Manuela. Em 1978, montou um ateliê na Casinha, onde fabricava brinquedos e desenha com os netos.

## Últimos anos
Após a aprovação da Lei da Anistia, em 1979, alunos e professores da FAU/USP realizam a mostra Caderno dos Riscos do Edifício da FAU, que tem o objetivo de convencer a direção da faculdade a reintegrar os professores compulsoriamente aposentados em 1969. Artigas retornaria à universidade em 1980, mas na condição de auxiliar de ensino, cargo inicial da carreira universitária.
Em 1983, a congregação da FAU não aprovou reabilitação de seu cargo de professor titular, causando protestos e apoio de outras instituições e de amigos. No ano seguinte, Artigas foi obrigado a prestar um concurso para recuperar o cargo de professor titular da FAU/USP. O tema sorteado para a sua arguição foi A Função Social do Arquiteto.
Artigas lecionou na FAUUSP até sua morte, em 1985, ano em que lhe foi atribuído o cargo de professor titular. Ironicamente, neste período de redemocratização, foi professor da disciplina Estudos de Problemas Brasileiros, criada pela ditadura militar e imposta pelo regime às faculdades brasileiras como instrumento de controle ideológico. Durante este curso, subverteu o programa clássico da disciplina e levou à FAU diversas personalidades do mundo artístico, político e cultural, intelectuais de esquerda que também haviam sido perseguidos pelo regime, entre eles o pintor Aldemir Martins, o ator Juca de Oliveira e o então cardeal-arcebispo de São Paulo D. Paulo Evaristo Arns.

## Morte
Artigas estava internado no Hospital Israelita Albert Einstein, na capital paulista, e morreu em 12 de janeiro de 1985, aos 69 anos. Sua esposa, Virginia, não queria que o velório ocorresse no prédio da FAU. Ela acreditava que Artigas morreu de desgosto pela forma como foi tratado pela comunidade universitária no momento de sua reintegração. O velório ocorreu no salão da Câmara Municipal, pelas mãos de um vereador do PCB que não sabia quem era o homenageado.

## Obras

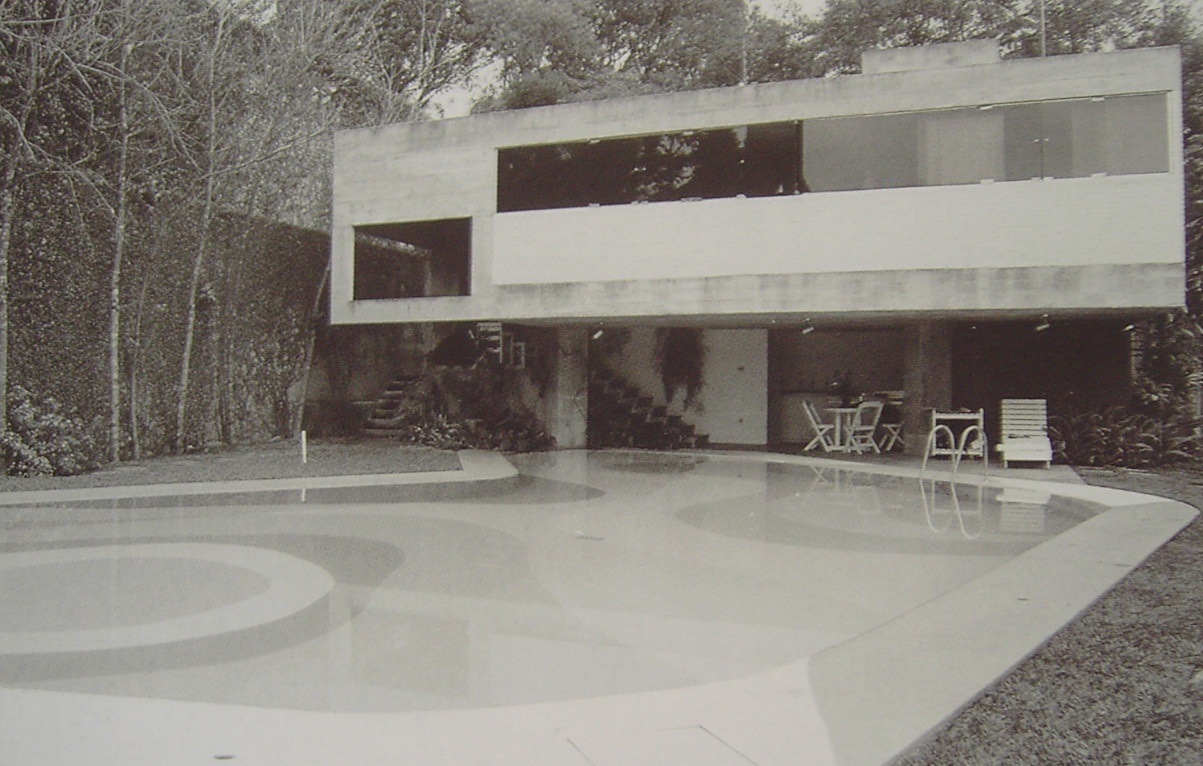
Casa Elza Berquó, 1967.

### Em São Paulo/SP
- 1942 - "Casinha", residência construída para o próprio arquiteto no bairro de Campo Belo
- 1944 - Conjunto de quatro casas da rua Sampaio Vidal, situado na Rua Sampaio Vidal no 558, 564, 570, 578 - Jardim Paulistano, Pinheiros[11]
- 1946 - Edifício Louveira, no bairro de Higienópolis Painel de Francisco Rebolo
- 1952 - Estádio do Morumbi
- 1956 - Residência Olga Baeta
- 1958 - Casa Rubens de Mendonça (Casa dos Triângulos)
- 1958 - Edifício Tabafer, no bairro de Pinheiros
- 1961 - Garagem de barcos do Santa Paula Iate Club
- 1962 - Colégio XII de Outubro, no Alto da Boa Vista
- 1961-1969 - Edifício-sede da FAU-USP, na Cidade Universitária da Universidade de São Paulo
- Placa Painel Decorativo Hall Social do Edifício Ipê - Rua Capitão Pinto Ferreira, 33 - Jardim Paulista/SP

### Em Guarulhos/SP
- 1961 - Inaugurado Ginásio Estadual de Guarulhos (E.E. Conselheiro Crispiniano)
- 1967-1972 - Conjunto habitacional Zezinho Magalhães Prado (popularmente conhecido como Parque CECAP)

### Em Itanhaém/SP
- 1959 - Escola de Itanhaém

### Em Ponta Grossa/PR
- 1949 - Residência Álvaro Correia de Sá [12]

### Em Londrina/PR
- 1948 - Cine Ouro Verde
- 1950 - Antiga Estação Rodoviária (Atual Museu de Arte de Londrina)
- 1950 - Casa da Criança
- 1953 - Edifício Autolon [13]

### Em Curitiba/PR
- 1946 - Dupla residência para seus irmãos
- 1945 - Hospital São Lucas
- 1953 - Casa João Luiz Bettega
- 1975-1977 - Residência Niclevicz

### Em Jaú/SP
- 1971 - Estádio Zezinho Magalhães não realizado
- 1973 - Estação Rodoviária
- 1973 - Centro Educacional (atual Escola Túlio)
- 1973 - Edifício do Paço Municipal (Prefeitura) não realizado
- 1975 - Balneário I
- 1975 - Balneário II [não realizado]
- 1976 - Conjunto Habitacional João da Velha (atual Jardim Jorge Atalla)
- 1977 - Hotel Municipal [não realizado]
- 1978 - Passarela da Rua Procópio Junqueira

### Em Marília/SP
- 1976 - Conjunto Habitacional CECAP Maria Izabel

## Publicações
- ARTIGAS, João Batista Vilanova. Caminhos da Arquitetura. São Paulo: Editora LECH, 1981.
- ARTIGAS, João Batista Vilanova. A Função Social do Arquiteto. São Paulo: Nobel, 1989.
- ARTIGAS, João Batista Vilanova. Caminhos da Arquitetura. São Paulo: Cosac Naify, 2004.